# Перехресне
Перехре́сне — село в Україні, у Верховинській селищній громаді Верховинського району Івано-Франківської області.

## Географія
Село розкидане по верхах — це є однією з основних особливостей поселення, яка відрізняє його з поміж інших сіл Верховинського району та Івано-Франківської області. Цю унікальність в свій час помітив та описав відомий дослідник Гуцульщини — Михайло Ломацький.
Розташоване село на гірських хребтах в північно-західній частині району. Висота над рівнем моря — близько 1118 м. Віддаль села до райцентру Верховина по автошляху становить 24 км, до найближчої залізничної станції Ворохта — 58 км. Загальна площа села становить близько  720 га. Село межує з селами Красноїлля, Стебні, Довгопілля, Голови. 
У селі є наступні присілки, назви яких беруть від верхів на яких вони знаходяться: Дубівський, Заплаїк, Перехресне, Заверх, Кохан, Жолоб, Запотік, Менчолик.
Природною окрасою села є Перехреснянський гірський хребет. Він бере свій початок з села Красноїлля, і тягнеться суцільним хребтом із заходу на схід аж до центра села Стебнів, маючи декілька відрогів. Про Перехресненський хребет кажуть, що це рідний брат полонини “Скупова” , адже вони по своїй природі і географічному положенні зовсім однакові. На луках хребта зростають королиця звичайна, дзвоники декількох видів, волошка лучна, чебрець, звіробій, мати-мачуха, арніка та десятки інших видів. У низовій хребта ростуть хвойні ліси з домішкою бука, клена, осики, берези, часом зустрічається ліщина. Схили і вершини покриті різнотрав’ям. На північних схилах росте мичка (псюрка). Багаті Перехресненські верхи і улоговини на різноманітні лікарські рослини: шипшина, глід, армітка, м’ята, ромашка, звіробій, смородина. 
Перехресне біднувате на водні ресурси. У низинах є багато чистих джерел з яких беруть початок струмки, які зливаючись утворюють систему потоків. Слід зауважити, що гірський хребет є ідеальним вододілом. Так, північний схил віддає свої води Чорному Черемошу. Найбільші потоки: Перехід, Стусівський, Широкий. Південний схил несе свої води в Білий Черемош. Найбільші потоки: Тарасів, Кохан. Джерел з мінеральною водою немає, крім джерельця Бичучин з сірчистою водою.
Корисних копалин, як таких, не виявлено, тільки Янів Верх багатий на глину для виробництва цегли. Є прогнози на глибинне розміщення нафтоносних пластів, зокрема в урочищі “Роп’янки”.
Найвища вершина хребта — Чуга. Тут встановлено металевий каркас в формі трикутника. Побутує думка, що каркас має воєнно-
стратегічне значення, оскільки служить певним орієнтиром. З вершини Чуга відкривається природний ландшафт на сусідню державу — Румунію.
Село Перехресне має і інші свої неповторні особливості. Так, з центру села відкривається неповторний краєвид на найвищу вершину Карпат – Говерлу. Видно і вершок гори Попіван з відомим за межами України будинком обсерваторії. Поряд, не більш як за 15 км,  розміщується гора Кругла, звідки рукою подати до полонини Скупова. 

## Походження назви
Вважають, що назва села походить від того, що воно розташоване на перехресті доріг, що ведуть до сусідніх сіл.

## Історія
Відомості про першу письмову згадку про село знаходимо відносно пізно, порівняно з іншими селами району. Так, дослідники Петро Сіреджук та Василь Фриз в монографії «Чи була волоська колонізація українських Карпат» називають роки перших згадок про ряд сіл Верховинського району. За їхніми висновками, перша згадка про село Перехресне датується 1758 роком.
Старожили Іван Сапріянчук та Петро Петріянчук  розповідають, що першим жителем села був якийсь Стефан Шекеряк. Хата його була збудована з круглих стовбурів дерев, замість фундаменту служили пні зрубаних смерек. Перші поселенці обробляли малородючі кам’янисті схили, засівали їх вівсом та бобовими.
Широкі полонини весною сповнювались голосами дзвіночків та далекої трембіти — то пасли пастухи овець та корів, — основне багатство горян. Але примарною була ця воля. Дотяглися загребущі панські руки в найдальші закутки Карпат. Люди свою мрію про волю вилили в піснях: 
«Ой, я хлопець молоденький,
лише до розбою,
Та єк візьму бартку остру
пана си небою.»

До 1772 року село Перехресне, як і край в цілому, входило до складу Речі Посполитої, а до 1918 р. до складу Австро-Угорської імперії. У період 1918-1919 рр. було в складі ЗУНР. З 1919 до вересня 1939 року село входило до складу Польщі.
Про значні воєнні дії в селі під час Першої Світової війни відомостей немає, але інженерні укріплення-окопи в деяких місцях ще збереглися до сьогоднішнього дня.
Після закінчення Першої Світової війни на уламках Австро-Угорської імперії утворилися нові держави. Станіславська область увійшла до складу Польської Республіки. В цей період село належало до Станиславівського воєводства Косівського повіту. Відомо, що в 30-х роках воно підпорядковувалось податковому уряду який розміщувався в місті Косів, а судовій управі — Кутам.
У вересні 1939 року село увійшло до складу УРСР. Привабливі лозунги радянської влади зацікавили і обнадіяли людей. Старожили села Перехресне згадують, що в селі організовувались мітинги, де виголошувалися промови про переваги нового суспільного ладу. Але в цей час в Європі уже все дужче і дужче розгоралося полум’я Другої Світової війни. 
Незабаром настало 22 червня 1941 року. У село Перехресне німці прийшли в 1942 році. Там, де ще два роки назад приходили мітинги і вихвалялася радянська влада, за вказівкою і під керівництвом нових прибульців була висипана висока могила і в центрі її закопаний міцний, ясеновий, обтесаний на чотири боки, хрест. Цей знак і могила символізували кінець радянській владі. Безпосередньо керівництвом будівництва займався житель села Головів Андрій Киящук. Головою селянської Ради був поставлений місцевий житель Іван Дмитрович Бельмега. Організовано сільську поліцію. По всій території села наведено жорсткий порядок і контроль. Вся худоба була облікована і понумерована. Без відома влади ніхто з місцевих жителів не мав права заколоти свиней чи щось з худоби аби якимось чином кормити сім’ю. У результаті такої політики влітку 1943 року багато сімей голодували. 
Прийшовши в село, німцями була оголошена мобілізація. Брали не всіх, а тільки міцних, фізично здорових і в першу чергу тих, які колись пройшли вишкіл в польській армії. Мобілізовані були: Бідочак Олексій Іванович, Гріздак Павло Семенович, Мороз Дмитро Іванович, Круцаняк Григорій Олексійович, Микитчук Микола Михайлович, Сорохан Дмитро Миколайович, Стусяк Федір Іванович, Юрчук Семен Васильович, Дутчак  Данило Миколайович, Микитейчук Сава Андрійович, Сливчук Михайло Іванович. По різному складалися їхні військові шляхи. Відомо, що на стороні німецької армії ніхто з них не воював. Не повернувся з фронту Сливчук Михайло Іванович. На сьогоднішній день в селі проживають Дубчак Данило Миколайович, Микитейчук Сава Андрійович, Гріздак Павло Семенович — ветерани Другої світової війни.
Не обминуло село й примусове вивезення на роботу до Німеччини. Так, з села були вивезені Гріздак Євдокія Юрівна, Шекеряк Юрій Іванович, Косійчук Василина Василівна, Бідочак Марія Григорівна, Шкрібляк Олексій Дмитрович, Мегедин Василь Юрійович. Слід зазначити що всі вони повернулися на рідну землю. Косійчук Василь Васильович, Бідочак Марія Григорівна, Шкрібляк Олексій Дмитрович, Мегедин Василь Юрійович проживають в селі й тепер.
Окремо варто зупинитися на участі односельців у формуваннях ОУН–УПА. Слід зазначити, що оцінка місцевими жителями згаданих подій на даний час характеризується певними суперечностями — це можна пояснити підступною діяльністю винищувального батальйону НКВД, так званих “Яструбків”, котрі творили безчинства, події повертали так, ніби вбивства і грабунки творяться учасниками збройних формувань ОУН – УПА. 
За свідченнями очевидців і учасників збройних формувань, сотні почали в’язатися влітку 1943 року. Вихідці з села брали участь у Підгірській боївці котра організувалася і проводила бойовий вишкіл особового складу під Скуповою. Це зокрема в Коморничнім такі особи, як Шкіряк Василь Дмитрович, Петріянчук Дмитро Степанович, Морощук Михайло Онуфрійович, Гріздак Іван Кузьмович, Шкіряк Степан Семенович, Шкіряк Федір Юрійович. Про значні сутички в селі учасників збройних формувань з радянськими військами чи винищувальним батальйоном відомостей немає. Відомо, що діяла польова жандармерія, агенти якої перехоплювали підозрілих осіб і передавали в руки так званої Служби Безпеки. Очевидці свідчать, що часто в руки агентів потрапляли зовсім безневинні люди. Окремі групи збройних формувань діяли до 1953 року, зброю склали, побачивши безперспективність подальшого протистояння.
В цей час жителі села починають вступати до колгоспу. Слід зазначити, що контори колгоспу в селі ніколи не було. Всі адміністративні приміщення розміщувалися в селі Красноїлля. Колгосп носив назву Івана Яковича Франка. З плином часу виробничі потужні господарства розширювалися, хоча рентабельність господарювання завжди була дуже низькою.
У селі Перехресне розміщувалися два вівчарики – це на присілку Заверх та Кохан; ферма для відгодівлі молодняка на присілку Дубівський та корівник, що збудований був майже в центрі села. У 1992 році, коли проходила реорганізація колгоспу в селянську спілку «Зорі Карпат», всі вище названі приміщення були поділені між населенням як пайові внески. На даний час місцеві жителі до селянської спілки «Зорі Карпат» не мають ніякого відношення. Земля роздана громадянам у приватну власність до 0.85 га., та надана в користування для сінокосіння та випасання худоби.
12 червня 2020 року, відповідно до Розпорядження Кабінету Міністрів України  № 714-р «Про визначення адміністративних центрів та затвердження територій територіальних громад Івано-Франківської області», увійшло до складу Верховинської селищної громади.
19 липня 2020 року, в результаті адміністративно-територіальної реформи та ліквідації Верховинського району, село увійшло до складу новоутвореного Верховинського району.

## Населення
Згідно з переписом УРСР 1989 року чисельність наявного населення села становила 544 особи, з яких 251 чоловік та 293 жінки.
За переписом населення України 2001 року в селі мешкало 518 осіб. 100 % населення вказало своєю рідною мовою українську мову.

## Освіта
Феодальна Польща зовсім не дбала про освіту гуцулів. У зв’язку з відсутністю вчителя, польський уряд не дозволяв відкривати школу в селі. І тільки в 1910 році Шкільна рада крайова в Косові, виконуючи відповідну Постанову, дає дозвіл на початок навчання в селі Перехресному.
Школу було засновано і побудовано спеціально для Михайла Вахнюка, найбільшого діяча радикальної партії в Косовському повіті. Він був знаний на всій території Гуцульщини і користувався повагою і великим авторитетом місцевих жителів. 
У 30-х, 40-х роках вчителювали визначні на той час педагоги: Костинюк Василь і його дружина Костинюк Параска, яку пізніше було замордовано і вбито. У 1940 році народним методом була збудована в селі Перехресне двохповерхова школа, ініціаторами будівництва якої були сам Костинюк Василь, Шекеряк Семен, Гріздак Йосип, Сливчук Михайло. Однак вона була недобудована в зв’язку з початком Другої світової війни. Після закінчення війни, у вересні 1945 року школа була відкрита, де навчалися діти до четвертого класу. Вчителювали тоді житель села Красноїлля Сінітович Олексій Васильович та місцевий житель Шкрібляк Василь Васильович. Сінітович Олексій Васильович вчителював до 2000 року — викладав хімію, біологію та географію. Після виходу на пенсію працював за контрактом і викладав хімію, а тепер вже на заслуженому відпочинку. 
У 1950 році була організована семирічна школа, а у 1958 році семирічка реорганізована у восьмирічку й тут уже працювало більше вчителів.
В 1979 році розпочато будівництво і в 1983 році закінчено роботи по спорудженню нової сільської школи на 192 учнівських місць. Тут є 15 класів – кабінетів, спортзал, шкільна їдальня на 50 учнівських місць. Школу побудовано за рахунок цілеспрямованих капіталовкладень, а також коштів колгоспу імені Івана Франка. Керував будівництвом школи житель села Голови, досвідчений будівельник Пониполяк Іван Васильович (Шорбан). У 1993 році восьмирічну школу реорганізовано в дев’ятирічну Загальноосвітню школу І-ІІ ступенів.
На даний час у школі навчається 106 учнів. Навчає дітей 22 вчителі з вищою та середньою спеціальною освітою. Всі вчителі місцеві. Директором школи з 1978 року працює Шкіряк Юрій Михайлович, до нього працював директором Іванчук Дмитро Іванович.
У 1970 році було відкрито пришкільний інтернат, де можуть проживати 25 учнів. В 1996 році інтернат тимчасово припинив своє існування з-за відсутності державних коштів на утримання дітей. У 2002 році пришкільний інтернат знову запрацював.
Дитячий садок в селі Перехресне відсутній.

## Культура
За свідченням старожилів, молодь за часів панування Австро-Угорської імперії, об’єднувалася навколо організації «Каменяр». Засновником і організатором її був місцевий житель Дуленчук Никифор Максимович. Члени організації збиралися на території присілка Заплаїк. Мали зв’язок з такою ж організацією, яка діяла на території села Стебні, де проводились різні змагання, ставилися різного плану вистави.
Клуб був відкритий вже в після воєнний період і розміщувався в приміщенні тодішньої новозбудованої школи. Першим завідувачем клубу був місцевий житель Дрислюк Дмитро Васильович.
У 1964 році побудовано комплексне адміністративне приміщення, куди ввійшли клуб, бібліотека, сільська рада. Клуб розміщується на першому поверсі цього приміщення та вміщає близько 150 глядачів. 
На даний час художнім керівником цього закладу є місцева жителька Маротчак Галина Василівна, яка закінчила Калушське культосвітнє училище. Демонстрування фільмів на даний час в селі не проводиться з-за відсутності кіноустановки.

## Релігія
Специфічні географічні умови села зумовили його приналежність до кількох парафій: Красноїлівської та Довгопільської. 
В селі Перехресному церкви і цвинтаря ніколи не було. Цвинтар запроваджено в 1992 році. Освячення місця провів священник Красноїлівської парафії отець Михайло Кіцелюк. До 1992 року покійників хоронили в селах Довгопіллі або Красноїллі.
Завдяки національно-культурному відродженні, що почалося з проголошенням України незалежною державою, в селі шириться рух за спорудження церкви. Серед ініціаторів цього руху варто відзначити директора школи — Шкіряка Юрія Михайловича, а також жителів села: Василя Йосиповича Гріздака, Івана Михайловича Шкіряка, Івана Семеновича Сапріянчука.
В травні 1993 року закладено підвалини майбутнього храму. Будівництво велося народним методом за рахунок пожертвувань місцевих жителів. Частину коштів надала місцева влада.
Восени 1996 року будівництво церкви в основному закінчено. Церква освячена на ім’я Володимира Великого і належить до Української Православної церкви Київського Патріархату. В грудні 1995 року на кошти жителів села придбано дзвін, пізніше споруджено дзвіницю. Дзвін освячено в 1997 році взимку на релігійне свято Івана Хрестителя і дано йому ім’я Іван.
На даний час церковну громаду очолює місцевий житель села Іван Сапріянчук, скарбник — Василь Гріздак. Богуслужіння до 2002 року відправляв священник Довгопільської парафії — отець Назарій Павлюк. На даний час богуслужіння відправляє отець Юрій Миронюк — житель села Красноїлля.
Влітку на Володимира Великого та зимою на релігійне свято Івана Хрестителя в селі храмові свята.
Резиденції священника в селі немає.

## Сільське господарство
Через специфічні погодні умови, різновиди вирощування сільськогосподарських культур є обмеженими. Найбільше культивується картопля, морква, буряк ,бобові культури. Їх вирощують на власних невеликих ділянках для власних потреб. На невеликих грядках кожна господиня вирощує капусту, цибулю, огірки, петрушку.
На даний час в селі налічується близько 335 голів великої рогатої худоби, крім того 23 коні та 296 овець. Приватний ветеринарний лікар Микитчук Григорій Миколайович, уродженець села Красноїлля, оперативно і ефективно надає послуги з лікування тварин.
На території сільської ради зареєстроване одне фермерське господарство. Голова господарства Мороз Дмитро Степанович. Господарство користується 3.70 га., земельних угідь. Основний напрям господарювання — вирощування великої рогатої худоби. На території села займаються і бджільництвом. Бджільництвом займаються господарства Юрчука Юрія Онуфрійовича, Юрчука Михайла Юрійовича, Петріянчука Михайла Миколайовича, Шкіряка Івана Михайловича.

## Лісові угіддя
За підрахунками, площа залісненої території становить близько 199 га., але справжнього лісу, придатного для промислового використання на території села Перехресне дуже мало. Тому жителі села відчувають нестачу будівельних матеріалів, дров і завозять їх з іншої місцевості.
Лісові угіддя належать до Верховинського районного лісгоспу Красноїлівського лісництва яке очолює житель села Красноїлля Дзюбак Михайло Петрович. До нього на цій посаді працював житель цього ж села Бельмега Василь Дмитрович.

## Інфраструктура
Електрифікація села Перехресне розпочата в 1961 році. На території поселення розташовано чотири трансформаторні підстанції.
Село не радіофіковане з-за відсутності радіо-ліній. Відділення зв’язку в нашому селі немає. Жителів обслуговує Красноїлівське відділення зв’язку.
Система телефонного зв’язку на території нашого села представлено 25 абонентами. Телефонізовано школу, сільську раду, медичний пункт, клуб та 21 індивідуальних житлових будинках.
Філії ощадбанку на території села немає. Мешканці села отримують послуги у філії ощадбанку в селі Красоїлля.
Торкаючись питання охорони здоров’я, то варто зазначити, що до п’ятдесятих років така система була відсутньою. Хворі зверталися більше до знахарів та ворожбитів, лікувалися за рахунок збирання лікарських рослин. Перший медичний пункт було відкрито в 1950 році в житловому будинку господаря Стефлюка Івана Михайловича. Медичним працівником на той час була жителька села Соколівка, Косовського району, Коенко Тетяна Петрівна, а санітаркою ― Стефлюк Ганна Олексіївна (місцева жителька). На даний час в селі Перехресне діє фельдшерсько-акушерський пункт, яким завідує жителька села Замагора ― Никифорчин Валентина Богданівна, до неї працювала жителька села Довгопілля ― Бодоряк Галина Дмитрівна. Санітаркою тривалий час працювала Сливчук Марія Танасіївна ― тепер вона на пенсії, а працює на даний час її донька Корнелюк Галина Михайлівна.
До 1940 року на території села державних магазинів не було. Діяли приватні ларки і трафіка в євреїв Шайка і Менделя. Магазин було відкрито в 1940 році. Цей магазин розміщувався в хаті сільського господаря Сливчука Танасія. Першим продавцем був Корнелюк Андрій Іванович.
На території села був збудований і зданий в експлуатацію промислово-продовольчий магазин в 1989 році. Споруджено його за рахунок коштів Красноїлівського споживчого товариства, директором якого був житель села Красноїлля Слижу Василь Іванович. Обслуговували жителів села продавці – Юрчук Олена Григорівна та Косійчук Василина Олексіївна. В 2000 році цей магазин був виставлений на аукціон і проданий місцевій жительці Сливчук Марії Танасіївні під жилий будинок. На даний час в селі збудовано новий магазин на кошти місцевого жителя Юрчука Михайла Юрійовича, де обслуговує жителів села його дружина Юрчук Олена Григорівна.
Підприємства громадського харчування на території села відсутні.
На сьогоднішній день на території села перебуває в стадії будівництва комплексне адміністративне приміщення, де за проектною документацією повинні би розмішуватися такі установи: сільська рада, медичний пункт, пошта, ощадбанк. На даний час будівля зведена і накрита. Будівництво розпочато ще в 1988 році.

### Дорожня інфраструктура
Вантажі в село Перехресне транспортувати дуже важко, оскільки дорога до села на даний час ще знаходиться в недобудованому стані. 
Цікавою є історія її прокладання з села Красноїлля до села Перехресне. Відомо, що першу дорогу, по якій міг би рухатися гужовий транспорт було прокладено в 1940 році. До цього часу села Красноїлля і Перехресне з’єднувала вузька пішохідна доріжка — стежка. Копали дорогу люди вручну, народним методом. Кожен двір повинен був викопати по 6 метрів завдовжки, 8 метрів в ширину, а для господарств які утримували коней довжина ділянки була збільшена в двічі. Ініціаторами і керівниками прокладання дороги були старожили Шекеряк Семен, Костинюк Василь, Костинюк Параска.
За часів існування колгоспу ім. Івана Франка дорога час від часу ремонтувалась, оскільки на окремих її проміжках утворювалися глибокі ями. Дорога була придатна для руху по ній гусеничних тракторів, гужового транспорту, а зрідка, за сприятливих природно–кліматичних умов — грузових автомобілів.
Згодом, в  1989 році, враховуючи численні звернення жителів села щодо катастрофічного стану дороги, а також за ініціативи тодішнього начальника МШГРД, а потім депутата обласної ради, Михайла Миколайовича Ілійчука, була спроєктована автомобільна дорога. Прокладання дороги почалося в 1990 році з будівництва бетонного моста в селі Красноїлля. В його зведенні немало зусиль приклали вчителі Перехресненської Загальноосвітньої школи І-ІІ ст.
На даний час дорогу спроектовано на місцевості і частково покрито твердим покриттям — близько 50%. Загальна її протяжність становить 4800 метрів. Власник дороги Івано-Франківський «Облавтошлях». Ремонтні роботи дороги здійснює Верховинська Рай ШРБД.
До Перехресного ще можна потрапити іншим шляхом: з села Довгопілля через присілок Кохан, Заверх. На даний час дорога з Довгопілля до Перехресного придатна для руху по ній гужового транспорту та гусеничних тракторів. Ремонт дороги здійснюється народним методом. 

## Традиції села
На Гуцульщині, мабуть, у найбільшій мірі збереглися давні культурні традиції в побуті та мистецтві ― тут щодня виникає нова співанка, коломийка, колядка. Відбуваються процеси, не відомі іншим регіонам України, багатьом країнам Європи, що вже втратили природні джерела фольклору і можуть лише його реконструювати.

### Фольклор
На Гуцульщині і в тому числі в нашому селі не тільки побутує традиційний фольклор, але досить активно відбувається процес творення нових зразків народної поезії. Дослідником нашої Гуцульщини, наших традицій і обрядів, фольклору був український вчений, етнограф, професор Володимир Шухевич. Багато йому довелося обїздити, обходити своїми ногами наших гуцульських сіл і присілків, розпитати у людей, записати ті звичаї і обряди, які притаманні лише гуцулам. До Шухевича і після нього багато вчених та дослідників писали про Гуцульщину, але найбільш об’єктивно, найбільш правдиво саме йому вдалося це зробити. Гуцульщину досліджували багато вчених, письменників, фольклористів, про це свідчить і співанка, в якій гуцули згадують з гордістю цих видатних людей:
Писав наш поет Федькович,
Писав і Шухевич,
Іван Франко, Крушельницькій
Та писав Хоткевич,
Та всі інші письменники
Писали та пишут
Та про нашу Гуцульщину писати ни лишу.

### Обряди
В селі, як і на Гуцульщині, збереглися традиції проведення різних обрядів, наприклад родини та хрестини, які пов’язані з різними повір’ями, примівками та приговірками. 
Наприклад раніше «коли жінка почується близько злогів, натягає мущинські холошні, аби не лишати по собі крови, якби злягла укрови або де инде а не у хаті. До перва, як зачне стинати її по череві, кличе чоловік бабу; баба гріє зараз горівку з овечим маслом і дає пити веремінній, аби ся не дуже карала – не дуже мучилась».

#### Весільний обряд
Крім родин і хрестин збережені обряди входин, рідко вечорниць, обряд весілля.
Обряд весілля ділиться на: обзорини, сватання, заручини, благословення, проща, запросини, зачинанє, заводини, повницю, дар, віріжінє, вінчання, весілля, пропій, світивки, сміїни, міни, колачини. На сьогоднішній день у нас в селі Перехресному весілля проводяться два дні, може поменшало весільних обрядів, але більшість збережено і введено вже щось нове, наприклад: виголошення тостів, різних поздоровлень.
Троїста музика на весіллі сьогодні ще зберігається, але тільки для зустрічі гостей. Танцюють люди під сучасну музику. З давніх інструментів збереглися такі : скрипка, цимбали, флояра, денцівка, сопілка, трембіта, дутка, бубон.
У нас у селі колись жив видатний співець музики, сільський музикант, – скрипаль Ткачук Василь (Проценько), який грав на скрипці, багато в нього навчилося музикантів: Косійчук Іван, Шекеряк Юрій, і зараз завдяки йому звучать ті його мелодії у виконанні молодих музикантів, місцеві жителі називають ці мелодії старовіцькими.
Ще був видатний музикант який практично грав на усіх інструментах ― це Грималюк Василь (Могар), люди говорять що він мав нечисту силу, і він міг заграти любу мелодію, говорять, що бачили як його скрипка сама грала завдяки нечистій силі. В нашій школі працював його учень Семенюк Іван Іванович, житель села Замагора, він також непоганий віртуоз, бо є наслідки його праці, з під його руки є вже в нас в селі п’ять молодих скрипалів ― це Дідушко Микола, Корнелюк Микола, Гріздак Петро, Іванчук Дмитро, Іванчук Марія. Іванчук Дмитро і Іванчук Марія весілля не грають, а перші три грають.
На весіллях збережені і гуцульський танець “Гуцулка”, “Кругляк” і давні гуцульські співанки: 
Сидит поті на вороті,
Ківе, ківе фостом,
Прийди, прийди, Василечку,
Калиновим мостом.
Мої мости калинові,
Хати на помості,
Прийшов, прийшов Василечко
Ба й до мене в гості,
Шо би тобі, шо би тобі
За цес поклін дати?
На хусточку шовковеньку
Личко утирати.

#### Обряд похоронів
На Гуцульщині і в нас в селі збережено і такий обряд як похорони. Померлу людину кладуть його на коло столового вікна, убирають у білий одяг, миють руки і ноги теплою водою, а старших чоловіків голять. Перед смертю чоловік передає все ґаздівство дружині і дітям, якщо жінка померла ― старшому сину, якщо багато дітей батько ділить кожному по клаптику землі і лісу, і наказує хто з дітей лишиться газдувати після його смерті. Біля вмираючих не можна плакати, бо через плач вони не можуть скоро спочити, багато мучвться, коло них треба на знак прощі говорити Отченаші. Умираючим світять свічку зсукану з воску ― щоб по смерті душа не сиділа у потемку, бо, як живі люблять світло, так любить світло і душа; рівночасно відкривають двері і вікна, аби ангели мали куди прийти по душу. Після смерті гасять свічку і через дві години одягають тіло, як старша людина то в гуцульський одяг, якщо середня то як заповіла до смерті, якщо неодружена жінка то вбирають деревце і шиють вінок на голову. Домашні вбирають тіло, а один з них іде до дзвонаря щоб дзвонив подуші, щоб душа не блукала по світу. Потім йдеться за трембітниками, потім за столярем щоб робив деревище, а від нього до паламара, щоб йшов копати яму. За голосом трембіти сходиться родина і сусіди. Колись ще любили проводити під час посиджіння різні ігри, щоб легше проходив час родині. Грали в такі ігри, як “заєць”, “стільчик”, “вуглик” і інші. Тепер ігри не проводяться, люди більше згадують про померлого і моляться біля тіла. В останню ніч перед похованням приходить дяк та читає Псалтир за душу покійного. На наступний день приходить священник з дяком і роблять опровід тіла, потім несуть у церкву де читається служба і після вже несуть на цвинтар, і ховають після того як усі попрощались. Коли погребли тіло отець запечатує гріб. По смерті в тиждень несуться на службу миски з різним добром, отець все те освячує, в дев’ять діб і в сорок справляють по померлому обід.
У провідну неділю у нас в селі обходять проводи з священником, коли священник відправить панахиду, роздаровують люди за простих бідним, а якщо нема бідних то між собою.

#### Обряди різдвяних свят
Крім уродин, весільних і поховальних обрядів у селі відзначаються обряди різних релігійних свят. Наприклад на Різдвяні свята.
На Різдво, як вийде перша зірка на небо, всі родини збираються вдома, закривають двері на ключ, вікна зашторюють і сідають до святої вечері. Перед вечерею і після неї говорять молитву, за вечерею довго не сидять, говорять що треба скоро повечеряти, щоб цілий рік вся робота скоро виконувалась.
На Штефаніє люди ідуть до церкви, де збираються біля церкви колядницькі партії. На це свято проходить служба а після колядники колядують священикові і пастві. Після коляди священник  благословить всі партії і вони розходяться по своїх присілках колядувати.
Ходять всі в гуцульському одязі по 10-12 чоловік. Якщо десь був недавно мертвець колядують померлу коляду в якій славлять ґазду чи ґаздиню померлих. Де нема померлих, колядують коляду за апостолів, коляду за Пречисту, коляду страсну ― в залежності яку хоче хазяїн.
Старший з колядників називається  “береза”. Перед колядою має прозвучати дзвоник і тоді береза починає коляду, всі інші співають “ой дай Боже”. Після коляди всі частуються, танцюють, співають ― разом з гостями. Між колядниками є музикант, плесанник, який знає багато плєсів і на одній нозі підскакуючи плєше (приспівує), а гості повинні кидати гроші, він приспівує до тих пір поки не кинеш гроші наприклад: 
Ой цупа, цупа,
Тут гроший купа,
Я колядую
Бо гроші чую!
По гостині дякують столові і ще трохи танцюють “на колопні”, потім вибираються з хати, вибірця бере карбону з грішми у руки, що є знаком для колядників аби виходили з хати. На відході співають коляду, після виходять на вулицю і прощаються так:
 А цему ґазді воли корови,
Бо ми вже йдемо будьте здорови.
Ґазда з ґаздинею вклоняються, дякують, благословляють ще на другий рік приходити. Так колядники ходять від хати до хати всі різдвяні свята до релігійного свята Водохрестя.
На Водохрестя знову збираються всі біля церкви, дають священикові зароблені гроші, плату музикантові, що веселив всіх під час колядування. Священник всім дякує, благословляє ще й на другий рік ходити й токма до віку. Колядники всі знову стають і колядують всій пастві. Після служби йдуть на “розпляс”. Цей обряд проводиться по домовленості між колядниками і розплєсують у любого з колядників вдома. Сюди запрошуються вже і жінки колядників, родина і сусіди цього колядника в якого проводиться розпляс. На розплєсі даються покарання тим колядникам які щось не справились з своїми обов’язками під час коляди, наприклад: з’їсти цибулю, принести ґазді води, з’їсти солодкого печива з солоною водою.

### Декоративно-ужиткове мистецтво
Жителі села зберігають традиції рукоділля: вишивають чарівні сорочки і кожушки, тчуть барвисті ліжники і килими, роблять оздоблені намистом і волочкою капелюхи – баршівки, шиють сардаки і капці з оригінальним орнаментальним оздобленням, а також роблять постоли. Всі ці вироби вражають художньою майстерністю. Підбір візерунків, кольорів відображає красу Гуцульщини. Давні традиції розвинуті, урізноманітнені. Так, змінились композиційні мотиви вишивок на сорочках, кожухах, сардаках і капцях, візерунки килимів і ліжників. Орнаментальні оздоблення баршівок і гуцульських ременів. Майже кожна хата має умілих рукодільників, де передається майстерність від старших до молодших.
Талановита вишивальниця кожухів Юрчук Василина передала своє вміння дочкам; ткаля Демидюк Олена навчила ткати свою дочку Гавучак Олену Миколаївну і невістку Демидюк Василину Іванівну. Пронюк Параска Іванівна, Харінчук Василина Петрівна розмальовують гуцульські писанки. Покійний Освіцінський Степан навчив своєї майстерності Корнелюка Миколу Онуфрійовича, який розвинув композицію, розширив діапазон виробів, виготовляє не тільки сучасні баршівки нареченим, але відновив давні орнаменти капелюхів, займається ткацтвом поясків – попрушок, інших виробів. Його мистецькі твори експонувались на виставках в обласному центрі, у Львові, в Києві, Національному Банку України. Зараз він носить звання народного майстра.
Славляться в селі такі вишивальниці, як Бодоряк Катерина Михайлівна, Тануляк Василина Іванівна, Аксюк Катерина Іванівна та ряд інших жінок. Вони володіють майстерністю вишивки хрестиком і низикою. Низинкою вишивали жінки старші, це данина минулому. Раніше вишивали широкі узори на грудях, на шиї і рукавах. Після пришивали вишиті узорами полоски полотна до зшитої сорочки, залишалось тільки обстрочити краї.
Щодо кептарика, або гуцульським діалектом “кожуха з поясом”, в селі є дві сім’ї , які вміють їх вишивати: Маротчак Марія Іванівна та Бельмега Катерина Михайлівна. Це нелегкий процес. Потрібно не тільки вміти шити на шкірі, але тут поєднуються різні види рукоділля. Треба вміти виготовити “чирвачки”, це різнокольорові шнурочки, які нашиваються на шкіру, тому і називають “з поясом”; в залежності від того, скільки нашито шнурків, говорять на п’ять, чи на сім поясів, потім дошивають пацирки, пуговиці та інші прираси.
Ліжники і килими тчуть біля десяти сімей: Юрчук Олена Григорівна, Петріянчук Катерина Василівна, Пантелюк Ганна Михайлівна, Мокан Марія Олексіївна та інші. Технологія непроста, але перш за все виготовляють верстат. Для пряжі потрібно вовну промити, випрясти нитки на “основу” і “тканє”, виткати, а потім провести обробку у “валилі”. Це мистецтво людей, які займаються ліжникарством.
В селі виготовляються вироби, які своєю красою, майстерністю зачаровують ― писанки, сардаки, капці і ремені, які останнім часом почали виготовляти в кооперативах, що виникли у селі, де працюють умільці: Недоходюк Іван, Сливчук Михайло, послідовники старого покійного майстра Харінчука Петра. Руками майстрів створені сповнені оптимізму, яскраві твори різьбярства, ткацтва, гончарства, вишивання, мосяжництва. 
Народні умільці села Перехресне своїх виробів не виставляли в містах України і закордоном, крім уродженця Корнелюка Миколи, який проживає в місті Косові. Можливо вироби майстрів уступають за рівнем професійної майстерності унікальним творам які представляють декоративно-прикладне мистецтво Прикарпаття в музеях і на виставках.
Не можна не згадати сільських будівельників: Шкіряка Івана Михайловича, Самовіндяка Михайла Івановича , Федорчака Олексія Олексійовича, Шкіряка Дмитра Михайловича, Шкіряка Михайла Дмитровича. Багато будівель звели вони в селі і за його межами.

## Зустрічі з емігрантами
Завдяки національному відродженню Української держави стало можливим відвідання рідних місць колишніми вихідцями з села, що в час воєнного лихоліття опинилися і тривалий час проживали за кордоном. В 1940 році Шкіряка Івана Семеновича призвали в ряди Радянської армії, а через півтора року розпочалася війна. Воюючи на фронті, він потрапив в оточення і в полон. Був в Німеччині, США, а з 50-х років живе у Франції, у Фравміно-Мерлебах, за кілька десятків метрів від кордону з Німеччиною. Часто говорить, що ходить за грибами у ліс саме в сусідню державу. Тут створив сім’ю. Разом з дружиною виростили трьох синів і дочку. Один син загинув в автокатастрофі.
Сьогодні Іван Шкіряк на пенсії, він 62 роки не мав зв’язку з своєю родиною бо листи не доходили. Він не знав, що Перехресне належить уже до Верховинського району. Як і не знав, що немає Жаб’є, а є Верховина. Лист написав вже за незалежної України, але з дому не висилав, запросив друзів які їхали в Польщу, щоб вони вкинули його там, бо Польща все ж ближче до України. Лист дійшов до села, спочатку листоноша віддала однофамільцеві Дмитра, той відкрив і босий прибіг, приніс листа родині покійного брата. Цього року Іван з сином Паскуалем приїхав на рідну землю. Колись він непогано грав на скрипці, і коли взяв інструмент у руки то зміг відтворити ті мелодії, це всіх радісно здивувало. Іван не забув рідної мови, зберіг її з гуцульським діалектом. 
Через 50 років село відвідали Петро Демидюк з Англії та Петро Пониполяк з Бельгії, тепер покійний.

## Перспективи
Подальша перспектива розвитку села Прехресне пов'язується з втіленням в життя всіх норм і положень Закону України “Про статус гірських населених пунктів в Україні”, розвитком сільського зеленого туризму, наданням можливості місцевим жителям вирощувати і збирати лікарські рослини, маючи при цьому гарантії щодо оплати за здану сировину.
На останок хочеться висловитися словами пісні – коломийки:
Нема краю файнішого.
Від нашого літом,
Коли гори приберуться
Травою і цвітом
Перехресне зеленіє
Садами, лісами.
А люди тут веселенькі
Багаті піснями.

## Цікаві факти
- В селі Перехресному 130 пенсіонерів, 12 людей з інвалідністю,14 літніх одиноких осіб, 23 багатодітні сім’ї, які мають на своєму утриманні троє і більше дітей, троє дітей-сиріт, 14 самотніх матерів, 10 студентів вузів, 5 військовослужбовців строкової служби.

- Ув’язнених осіб, які б відбували покарання на території села немає.

- Найстарішим жителем села Перехресне є Гріздак Павло Семенович ― 1911 рік народження; ще працює на власному господарстві Микитейчук Сава Андрійович ― 1918 рік народження, Димидюк Марія Іванівна ― 1913 р. н..

- Петріянчук Марія Дмитрівна (1930 р. н.) виховала 16 дітей.

- Найпоширеніші прізвища в селі: Шкіряки, Шекеряки, Юрчуки, Маротчаки, Гріздаки.

- Жителі села для опалення приміщень в основному використовують дрова.

- В приміщенні школи розміщуються кімната-музей народознавства “Берегиня”, де діти збирають різний матеріал.